# Театр Шатле

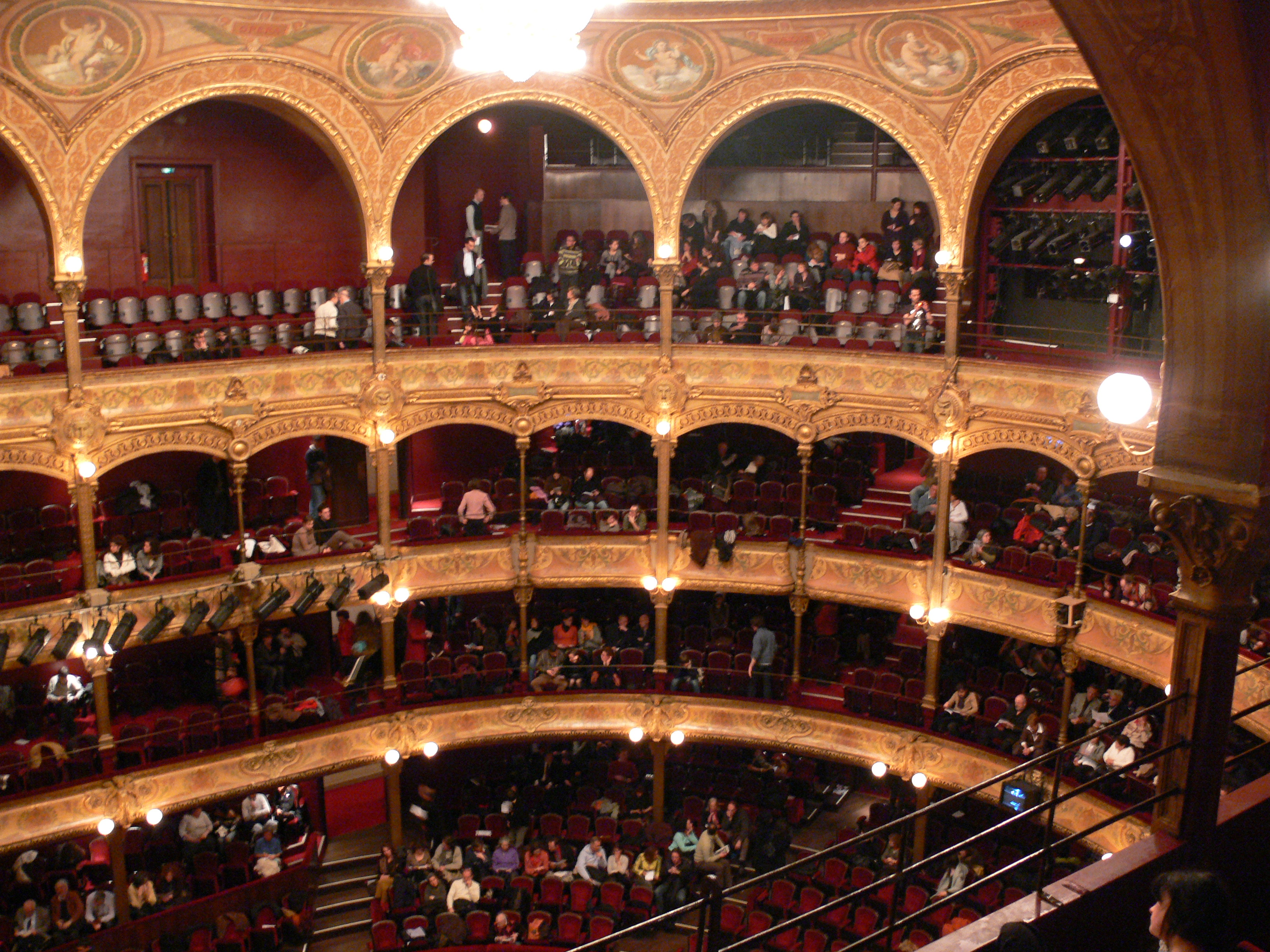
Зал театру Шатле

 Театр Шатле  (фр. Théâtre du Châtelet) — музичний театр в I окрузі Парижа на однойменній площі; існує з 1862 року. Найбільший паризький зал класичної музики.
У 1993 році на сцені театру відбувся перший міжнародний конкурс молодих оперних співаків «Опералія», заснований знаменитим тенором Пласідо Домінґо. У театрі відбуваються церемонії вручення головної кінопремії Франції — «Сезар».

## Історія
Театр був побудований архітектором Габріелем Давидом у середині XIX століття на місці знесеної в'язниці, яка носила те ж ім'я. До 1870 року він називався Імператорським театральним цирком, і на його сцені проходили вже не циркові, але ще не театральні постановки в повному розумінні слова.
19 серпня 1862 театр дав свій перший спектакль " Rothomago " у присутності імператриці Євгенії.

## Архітектурні особливості
Театр розрахований на 2 300 глядачів. Площа сцени — 24 на 35 метрів, що дозволило в 1886 помістити на ній одночасно 676 артистів у виставі-феєрії "Попелюшка".
Завдяки скляному куполу має добру акустику.

## Репертуар

### Видатні постановки минулих років
В 1905 Жорж Мельєс поставив свій експериментальний спектакль "Подорож на Місяць ". Тут же в травні 1909 року пройшли і перші вистави "Російських сезонів " Сергія Дягілєва.
1912 року парижани побачили прем'єру балету "Післяполуденний відпочинок фавна" з Вацлавом Ніжинським у головній ролі, в 1917 відбулася скандальна прем'єра балету "Парад ".

### Поточні постановки
У програму театру входять переважно опери та концерти класичної музики.